# Fußball-Weltmeisterschaft 2014/Spanien
Dieser Artikel behandelt die spanische Fußballnationalmannschaft bei der Fußball-Weltmeisterschaft 2014. Spanien nahm zum vierzehnten Mal an der Endrunde teil und zum vierten Mal an einer Endrunde in Südamerika. Als amtierender Welt- und Europameister galt Spanien als einer der Turnierfavoriten, scheiterte aber bereits in der Vorrunde nach zwei Niederlagen in den ersten beiden Spielen und ist damit der erste Titelverteidiger, der die ersten beiden Spiele verlor.

## Qualifikation
Welt- und Europameister Spanien spielte in der einzigen Fünfer-Gruppe der europäischen Qualifikation und traf dabei auf Ex-Weltmeister Frankreich, Finnland, Georgien und Belarus und qualifizierte sich als Gruppensieger. Von allen europäischen qualifizierten Mannschaften musste Spanien die wenigsten Qualifikationsspiele machen. Der Gruppenzweite Frankreich konnte sich durch die Playoffspiele gegen die Ukraine ebenfalls qualifizieren und kam damit auf zwei weitere Spiele.
Tabelle:
| Pl. | Team       | Sp. | S | U | N | Tore    | Diff. | Punkte |
| --- | ---------- | --- | - | - | - | ------- | ----- | ------ |
| 1.  | Spanien    | 8   | 6 | 2 | 0 | 014:300 | +11   | 20     |
| 2.  | Frankreich | 8   | 5 | 2 | 1 | 015:600 | +9    | 17     |
| 3.  | Finnland   | 8   | 2 | 3 | 3 | 005:900 | −4    | 09     |
| 4.  | Georgien   | 8   | 1 | 2 | 5 | 003:100 | −7    | 05     |
| 5.  | Belarus    | 8   | 1 | 1 | 6 | 007:160 | −9    | 04     |

Spielergebnisse
| Datum      | Ort               | Heimmannschaft | - | Gast       | Ergebnis  | Torschützen für Spanien           |
| ---------- | ----------------- | -------------- | - | ---------- | --------- | --------------------------------- |
| 11.09.2012 | Tiflis (GEO)      | Georgien       | – | Spanien    | 0:1 (0:0) | Soldado (86.)                     |
| 12.10.2012 | Minsk (BLR)       | Belarus        | – | Spanien    | 0:4 (0:2) | Alba (12.), Pedro (21., 69., 79.) |
| 16.10.2012 | Madrid            | Spanien        | – | Frankreich | 1:1 (1:0) | Ramos (25.)                       |
| 22.03.2013 | Gijón             | Spanien        | – | Finnland   | 1:1 (0:0) | Ramos (49.)                       |
| 26.03.2013 | Saint-Denis (FRA) | Frankreich     | – | Spanien    | 0:1 (0:0) | Pedro (58.)                       |
| 06.09.2013 | Helsinki (FIN)    | Finnland       | – | Spanien    | 0:2 (0:1) | Alba (19.), Negredo (86.)         |
| 11.10.2013 | Palma             | Spanien        | – | Belarus    | 2:1 (0:0) | Xavi (61.), Negredo (78.)         |
| 15.10.2013 | Albacete          | Spanien        | – | Georgien   | 2:0 (1:0) | Negredo (26.), Mata (61.)         |

Insgesamt setzte Trainer Vicente Del Bosque 29 Spieler ein, von denen Andrés Iniesta, Sergio Ramos und Pedro alle acht Spiele mitmachten. Mit Alberto Moreno und Michu kamen auch zwei Neulinge zu ersten Einsätzen. Sieben Spieler konnten sich in die Torschützenliste eintragen, mit vier Toren war Pedro der erfolgreichste Schütze. Am 22. März 2013 bestritt Sergio Ramos als jüngster europäischer Spieler im Qualifikationsspiel gegen Finnland sein 100. Länderspiel. Rekordnationalspieler Iker Casillas kam im Rückspiel am 6. September 2013 zu seinem 150. Länderspiel.

## Vorbereitung
Testspiele:
- 05. März 2014 in Madrid gegen Italien: 1:0 (Torschütze: Pedro/63.)
- 30. Mai in Sevilla gegen Bolivien: 2:0 (Torschützen: Torres/51./FE, Iniesta/84.)
- 07. Juni in Washington, D.C. erstmals gegen El Salvador: 2:0 (Torschütze: Villa/60. und 88.)

## Endrunde

### Kader
Der vorläufige Kader für die WM wurde am 13. Mai benannt. 18 Spieler standen bereits im Kader, der 2010 den Titel gewann, davon sechs, die bereits 2006 und zwei die schon 2002 dabei waren. Mit Rekordnationalspieler Iker Casillas und Rekordtorschütze David Villa standen beide Rekordhalter im Kader. Mit 154 Spielen war Casillas der WM-Teilnehmer mit den meisten Länderspielen vor der WM. Von dem im Finale 2010 eingesetzten Spielern standen lediglich Carles Puyol und Joan Capdevila nicht im Kader. Mit seinen zwei Einsätzen löste Iker Casillas mit nun 17 Spielen Andoni Zubizarreta (16 Spiele) als spanischen WM-Rekordspieler ab. David Villa blieb mit neun Toren weiterhin bester spanischer WM-Torschütze.
| Nr.        | Name                       | Verein             | Länderspiel- einsätze | Länderspiel- tore | Geburtsdatum      | Spiele | Tore | Gelbe Karten | Gelb-Rote Karten | Rote Karten | WM-Teilnahmen    | WM-Spiele (vor 2014) | WM-Tore (vor 2014) |
| Tor        | Tor                        | Tor                | Tor                   | Tor               | Tor               | Tor    | Tor  | Tor          | Tor              | Tor         | Tor              | Tor                  | Tor                |
| ---------- | -------------------------- | ------------------ | --------------------- | ----------------- | ----------------- | ------ | ---- | ------------ | ---------------- | ----------- | ---------------- | -------------------- | ------------------ |
| 01         | Iker Casillas              | Real MadridC, P    | 154                   | 0                 | 20. Mai 1981      | 2      | 0    | 1            | 0                | 0           | 2002, 2006, 2010 | 15                   | 0                  |
| 12         | David de Gea               | Manchester United  | 1                     | 0                 | 7. November 1990  | 0      | 0    | 0            | 0                | 0           |                  |                      |                    |
| 23         | Pepe Reina                 | SSC NeapelP        | 32                    | 0                 | 31. August 1982   | 1      | 0    | 0            | 0                | 0           | 2010             | 0                    | 0                  |
| Abwehr     |                            |                    |                       |                   |                   |        |      |              |                  |             |                  |                      |                    |
| 02         | Raúl Albiol                | SSC NeapelP        | 46                    | 0                 | 4. September 1985 | 1      | 0    | 0            | 0                | 0           | 2010             | 0                    | 0                  |
| 22         | César Azpilicueta          | FC Chelsea         | 6                     | 0                 | 28. August 1989   | 2      | 0    | 0            | 0                | 0           |                  |                      |                    |
| 15         | Sergio Ramos (im 3. Spiel) | Real MadridC, P    | 117                   | 9                 | 30. März 1986     | 3      | 0    | 1            | 0                | 0           | 2006, 2010       | 10                   | 0                  |
| 05         | Juanfran                   | Atlético MadridM   | 8                     | 1                 | 9. Januar 1985    | 1      | 0    | 0            | 0                | 0           |                  |                      |                    |
| 18         | Jordi Alba                 | FC Barcelona       | 26                    | 5                 | 21. März 1989     | 3      | 0    | 0            | 0                | 0           |                  |                      |                    |
| 03         | Gerard Piqué               | FC Barcelona       | 60                    | 4                 | 2. Februar 1987   | 1      | 0    | 0            | 0                | 0           | 2010             | 7                    | 0                  |
| Mittelfeld |                            |                    |                       |                   |                   |        |      |              |                  |             |                  |                      |                    |
| 04         | Javi Martínez              | Bayern MünchenM, P | 17                    | 0                 | 2. September 1988 | 1      | 0    | 0            | 0                | 0           | 2010             | 1                    | 0                  |
| 17         | Koke                       | Atlético MadridM   | 8                     | 0                 | 8. Januar 1992    | 2      | 0    | 0            | 0                | 0           |                  |                      |                    |
| 06         | Andrés Iniesta             | FC Barcelona       | 97                    | 12                | 11. Mai 1984      | 3      | 0    | 0            | 0                | 0           | 2006, 2010       | 7                    | 2                  |
| 08         | Xavi                       | FC Barcelona       | 132                   | 12                | 25. Januar 1980   | 1      | 0    | 0            | 0                | 0           | 2002, 2006, 2010 | 14                   | 0                  |
| 10         | Cesc Fàbregas              | FC Barcelona       | 89                    | 13                | 4. Mai 1987       | 2      | 0    | 0            | 0                | 0           | 2006, 2010       | 8                    | 0                  |
| 14         | Xabi Alonso                | Real MadridC, P    | 111                   | 15                | 25. November 1981 | 3      | 1    | 1            | 0                | 0           | 2006, 2010       | 10                   | 1                  |
| 16         | Sergio Busquets            | FC Barcelona       | 66                    | 0                 | 16. Juli 1988     | 2      | 0    | 0            | 0                | 0           | 2010             | 7                    | 0                  |
| 20         | Santi Cazorla              | FC ArsenalP        | 64                    | 11                | 13. Dezember 1984 | 2      | 0    | 0            | 0                | 0           |                  |                      |                    |
| 21         | David Silva                | Manchester CityM   | 80                    | 20                | 8. Januar 1986    | 3      | 0    | 0            | 0                | 0           | 2010             | 2                    | 0                  |
| 13         | Juan Mata                  | Manchester United  | 33                    | 9                 | 28. April 1988    | 1      | 1    | 0            | 0                | 0           | 2010             | 1                    | 0                  |
| Angriff    |                            |                    |                       |                   |                   |        |      |              |                  |             |                  |                      |                    |
| 11         | Pedro                      | FC Barcelona       | 40                    | 14                | 28. Juli 1987     | 2      | 0    | 0            | 0                | 0           | 2010             | 5                    | 0                  |
| 19         | Diego Costa                | Atlético MadridM   | 2                     | 0                 | 7. Oktober 1988   | 2      | 0    | 0            | 0                | 0           |                  |                      |                    |
| 07         | David Villa                | Atlético MadridM   | 96                    | 58                | 3. Dezember 1981  | 1      | 1    | 0            | 0                | 0           | 2006, 2010       | 11                   | 8                  |
| 09         | Fernando Torres            | FC Chelsea         | 107                   | 37                | 20. März 1984     | 3      | 1    | 0            | 0                | 0           | 2006, 2010       | 11                   | 3                  |

1. ↑  C = Der Verein wurde in der Saison 2013/14 UEFA-Champions-League-Sieger, E = Der Verein wurde in der Saison 2013/14 Europa-League-Sieger, M = Der Verein wurde in der Saison 2013/14 Meister seines Landes, P = Der Verein wurde in der Saison 2013/14 Pokalsieger.
2. 1 2  Nach den Spielen gegen Bolivien am 30. Mai und El Salvador am 7. Juni 2014.

### Gruppenphase
Bei der am 6. Dezember 2013 vorgenommenen Auslosung der Endrunde wurde Spanien aufgrund der Position in der FIFA-Weltrangliste im Oktober 2013 in Topf 1 gesetzt und als Gruppenkopf der Gruppe B gelost. Zugelost wurden Vize-Weltmeister Niederlande, Australien und Chile. Gegen Australien hatte Spanien vor der WM nie gespielt. Gegen die Niederlande kam es zur Neuauflage des WM-Finales von 2010. Insgesamt war die Vor-WM-Bilanz gegen die Niederlande positiv (5 Siege, 1 Remis und 4 Niederlagen). Gegen Chile spielte Spanien auch in der Gruppenphase der letzten WM und bei der ersten WM in Brasilien. Bis zur WM konnten in zehn Spielen acht Siege und zwei Remis gegen Chile erreicht werden.
Zwei der Vorrundenspielorte lagen an der Atlantikküste, Curitiba ca. 90 km von der Küste entfernt. In Rio de Janeiro spielte Spanien bereits mehrmals, zuletzt am 30. Juni 2013 im Finale des FIFA-Konföderationen-Pokal 2013, das mit 0:3 gegen Gastgeber Brasilien verloren wurde. Auch im zuvor einzigen Spiel in Salvador da Bahia war Brasilien beim 0:1 am 8. Juli 1981 der Gegner. Das einzige Spiel in Curitiba gewann Spanien am 25. Juni 1950 in der WM-Vorrunde gegen die USA mit 3:1.
Spanien konnte bereits nach dem zweiten Spiel das Achtelfinale nicht mehr erreichen und ist damit der fünfte amtierende Weltmeister und die vierte Nation (Italien schied bereits zweimal als amtierender Weltmeister in der Gruppenphase aus), die als amtierender Weltmeister die Gruppenphase nicht überstanden hat.
Mannschaftsquartier war der Clube Atlético Paranaense in Curitiba, dem dritten Vorrundenspielort.
| Rang | Land        | Tore | Punkte |
| ---- | ----------- | ---- | ------ |
| 1    | Niederlande | 10:3 | 9      |
| 2    | Chile       | 5:3  | 6      |
| 3    | Spanien     | 4:7  | 3      |
| 4    | Australien  | 3:9  | 0      |

- Fr., 13. Juni 2014, 16:00 Uhr (21:00 Uhr MESZ) in Salvador da Bahia
 Spanien –  Niederlande 1:5 (1:1)
- Mi., 18. Juni 2014, 16:00 Uhr (21:00 Uhr MESZ) in Rio de Janeiro
 Spanien –  Chile 0:2 (0:2)
- Mo., 23. Juni 2014, 13:00 Uhr (18:00 Uhr MESZ) in Curitiba
 Australien –  Spanien 0:3 (0:1)

## Sportliche Auswirkungen
Durch das Vorrundenaus fiel die spanische Mannschaft, die seit September 2011 ununterbrochen die FIFA-Weltrangliste angeführt hatte, um 7 Plätze auf Platz 8 und verlor mit 256 Punkten die meisten Punkte aller WM-Teilnehmer.

## Rücktritte
Am 5. August erklärte Xavi seinen Rücktritt aus der Nationalmannschaft und am 27. August Xabi Alonso.